# 科奈
科奈（法語：Caunay，法語發音：[konɛ]）是法国德塞夫勒省的一个市镇，属于尼奥尔区。

## 地理
科奈（46°11'58"N, 0°5'23"E）面积14.42 平方千米，位于法国新阿基坦大区德塞夫勒省，该省份为法国西部内陆省份，北起曼恩-卢瓦尔省，西接旺代省，南至夏朗德省和滨海夏朗德省，东临维埃纳省。
与科奈接壤的市镇（或旧市镇、城区）包括：克吕塞拉波姆赖、旺宰、绍奈。

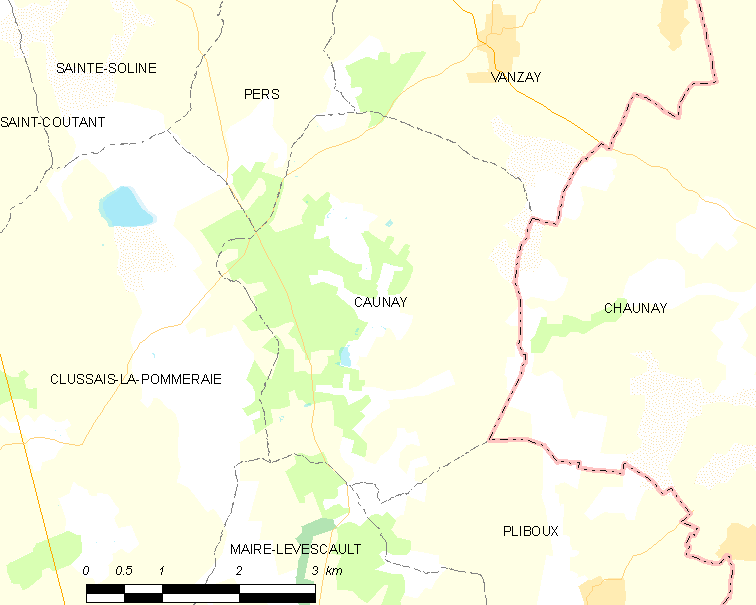
科奈的OSM定位图

科奈的时区为UTC+01:00、UTC+02:00（夏令时）。

## 行政
科奈的邮政编码为79190，INSEE市镇编码为79060。

## 政治
科奈所属的省级选区为梅勒县。

## 人口

1962-2008年间科奈人口变化图示

科奈于2022年1月1日时的人口数量为176人。